# Фірма
Фі́рма може значити:
1. Торговельне, господарське або промислове підприємство, що користується правом юридичної особи, під маркою якої продаються товари або надаються послуги.
2. Об'єднання однорідних або суміжних підприємств.
3. У переносному розумінні, розмовне. Ім'я або назва для прикриття чого-небудь.
4. У жаргонній лексиці — справжній, а не підроблений товар відомої торгової марки.
5. Фірма як модель виробника благ (товарів і послуг) в мікроекономіці.
6. Сектор фірм (підприємницький сектор) в макроекономіці.

## Різновиди фірм
Фірми-патієнти — фірми, що працюють на вузький сегмент ринку з метою завоювання його і задовольняють потреби, які сформувались під впливом моди, реклами і других засобів. Виростають з фірм — експлерентів.
Експлеренти — фірми, що спеціалізуються на створенні нових чи радикальних перетворень старих сегментів ринку. Вони просувають нововведення на ринок.

## Фірма в мікроекономіці
Фірма в мікроекономіці — модель виробника економічних благ (товарів і послуг), який їх виробляє, використовуючи економічні ресурси (землю, капітал, працю, підприємництво) з метою максимізації прибутку.
Прибуток фірми — різниця між доходами фірми від продажу благ на ринку благ, та витратами фірми на купівілю ресурсів на ринку ресурсів (ринку землі, ринку капіталу, ринку праці).
Теоретичний мікроекономічний аналіз фірми здійснюється на основі виробничої функції, яка пов'язує між собою випуск фірми та ресурси, витрачені на досягнення цього випуску. Також у рамках мікроекономіки аналізується поведінка фірми на різного типу ринках (конкурентних і неконкурентних).
Прикладний мікроекономічний аналіз набуває форм аналізу економіки підприємства, фінансового аналізу, аналізу фінансового стану.

## Фірма в макроекономіці
Фірма в макроекономіці представлена агрегованим суб'єктом — сектором фірм, за допомогою якого моделюється виробництво благ на рівні усієї економіки (рівні національної економіки).
Сектор фірм (підприємницький сектор, бізнес-сектор, виробничий сектор) — агрегований суб'єкт, який складається з усіх наявних фірм в економіці.
Метою діяльності (місією) сектору фірм є максимізація випуску і продажу благ (максимум виробництва за мінімуму витрат).
Сектор фірм використовує куплені у домашніх господарств ресурси для виробництва благ, які продає сектору домогосподарств на ринку благ. Підприємницький сектор здійснює такі види економічної діяльності:
1) пред'являє попит на ресурси (фактори виробництва — землю, капітал, працю, підприємництво) на ринку ресурсів, виступає їхнім покупцем;
2) пропонує результати своєї діяльності — вироблені блага (товари і послуги) на ринку благ (споживчому ринку);
3) інвестує, беручи позики (кредити) на фінансових ринках (у фінансового сектора).
Сектор домогосподарств і сектор фірм утворюють приватний сектор економіки.